# (10412) Tsukuyomi
(10412) Tsukuyomi (1997 YO4) – planetoida z pasa głównego asteroid okrążająca Słońce w ciągu 5,15 lat w średniej odległości 2,98 j.a. Odkryta 21 grudnia 1997 roku.